# Peter Longerich
Peter Longerich, född 1955 i Krefeld, Tyskland, är en tysk historiker och professor. År 1983 disputerade han vid Münchens universitet på avhandlingen Die Presseabteilung des Auswärtigen Amtes unter Ribbentrop.